# Elena Carrière
Pour les articles homonymes, voir Carrière.
Elena Sophie Catharina Carrière (née le 24 septembre 1996 à Hambourg) est une mannequin et actrice allemande.

## Biographie
Elena Carrière est la fille de l'acteur Mathieu Carrière et de la costumière Bettina Proske. Elle passe les cinq premières années de sa vie dans sa ville natale de Hambourg. En 2002, elle déménage à Venise avec sa mère. En 2015, elle retourne à Hambourg et vit avec son père dans son appartement partagé à Hambourg-Ottensen jusqu'en 2019. Depuis lors, Elena Carrière vit à Berlin.
En 2016, elle participé à la 11e saison de l'émission de télé-réalité allemande Germany's Next Topmodel, où elle arrive deuxième derrière Kim Hnizdo. Elle est candidate au quiz télévisé Wer weiß denn sowas? (de) en 2016 et 2020 et dans le talk-show ZDF Markus Lanz en 2016. En tant que mannequin, elle travaille avec des photographes tels qu'Ellen von Unwerth, Rankin, Ben Watts (en) et Kristian Schuller (de) notamment. En 2018, elle signe un contrat avec l'agence de mannequins parisienne Metropolitan et est nommée dans la catégorie « Lifestyle » des About You Awards (de). En juillet 2019, elle participe à l'émission de téléréalité de Vox 7 Töchter aux côtés de Lili Paul-Roncalli et Laura Karasek notamment. Au printemps 2021, elle apparaît dans l'émission de Vox Showtime of my Life – Stars gegen Krebs (de).
Elle fait ses débuts au cinéma en 2012 dans Verfolgt - Der kleine Zeuge (de) du réalisateur Andreas Senn (de).

## Vie privée
En 2016, Elena Carrière a une liaison avec Gabriel-Kane Day Lewis, le fils des acteurs Isabelle Adjani et Daniel Day-Lewis.
Elena Carrière a une liaison de l'automne 2021 au printemps 2022 avec le DJ islandais Bjarki Runar Sigurdarson.

## Filmographie
- 2012 : Verfolgt – Der kleine Zeuge (de) (TV)
- 2018 : Einstein : Équations criminelles (série télévisée, épisode Isobare)
- 2018 : Labaule & Erben (de) (série télévisée, trois épisodes)
- 2018 : Wuff – Folge dem Hund (de)
- 2019 : Tal der Skorpione (de)